# 小行星4344
小行星4344（4344 Buxtehude）是一颗绕太阳运转的小行星，为主小行星带小行星。该小行星于1988年2月11日发现。

## 轨道参数
小行星4344的轨道半长轴为3.1052710 UA，离心率为0.124。